# Burton Agnes Manor House

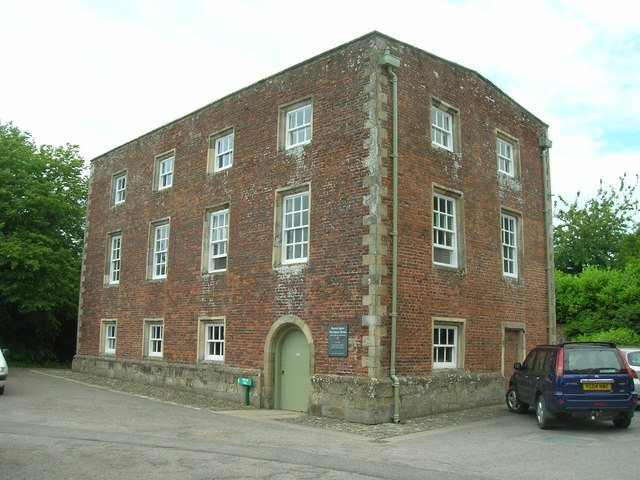
Burton Agnes Manor House

Das Burton Agnes Manor House ist ein Herrenhaus im Dorf Burton Agnes in der englischen Verwaltungseinheit East Riding of Yorkshire, nur einige Meter von der neueren Burton Agnes Hall entfernt.
Es handelt sich dabei um ein heute noch erhaltenes Beispiel eines normannischen Herrenhauses mit einem gut erhaltenen normannischen Untergeschoss. Es wurde in Ziegelmauerwerk aus dem 18. Jahrhundert eingeschlossen. Das Herrenhaus wurde von English Heritage als historisches Gebäude I. Grades gelistet.
Es ist öffentlich zugänglich und von April bis Oktober von 11.00 Uhr bis 17.00 Uhr geöffnet.

## Geschichte
Das Herrenhaus wurde von 1170 bis 1180 von Roger de Stuteville errichtet. Haus und Dorf wurden nach seiner Tochter Agnes benannt. Beide gingen 1274 durch Heirat in die Familie Somerville über und dann, etwa 1323, wiederum durch Heirat, in die Familie Griffith. Ein Nachfahre, Sir Walter Griffith, soll das Herrenhaus im 15. Jahrhundert restaurieren und das heute noch erhaltene Dach aufsetzen haben lassen.
Im Jahre 1654 fiel das Anwesen von Sir Henry Griffith an dessen Neffen Sir Francis Boynton und befindet sich heute noch im Eigentum der Familie Boynton.